# Lehrhof
Lehrhof (en luxembourgeois : Léierhaff  ou localement op der Léier) est une localité de la commune luxembourgeoise de Groussbus-Wal située dans le canton de Redange.